# Klaas Engelbrechtspolder
De Klaas Engelbrechtspolder of Hodenpijlsche polder is een polder en voormalig waterschap ten noorden van Schipluiden en ten zuiden van het kerkdorp 't Woudt, in de Nederlandse provincie Zuid-Holland. De polder wordt in het noorden begrensd door de Woudseweg N223, in het oosten en zuidoosten door de Ommedijk en Gaag, in het zuiden en zuidwesten door de Zijde en in het westen door de Monsterwatering. Kenmerkend aan de Klaas Engelbrechtspolder is dat het open polderlandschap grotendeels is behouden.
Het waterschap was verantwoordelijk voor de drooglegging en de waterhuishouding in de polder.

## Naam
De naam van de polder verwijst naar Klaas Engelbrecht; een schout van Maasland waar Schipluiden vroeger nog onder viel. In eerste instantie werd de naam Klaas Engelbrechtspolder gebruikt, om alleen het deel van de polder dat direct aan Schipluiden grenst, mee aan te geven. De rest van de polder stond bekend als de Hodenpijlse polder. Later werden de namen door elkaar gebruikt om de hele polder mee aan te geven en begin twintigste eeuw duidde het Hoogheemraadschap van Delfland de hele polder aan als Klaas Engelbrechtspolder.

## Ontstaan polder
Oorspronkelijk vormde de polder samen met de Kerkpolder een waterstaatkundige eenheid en liepen poldersloten dwars door het gebied. De oudste poldersloten dateren uit de twaalfde eeuw en zijn standaard 60 roeden breed. Deze zijn later verdeeld in smallere stroken. Sommige sloten in de Klaas Engelbrechtspolder lopen nu nog door in de aangrenzende Hooipolder en Kerkpolder. De huidige vorm kreeg de polder omstreeks 1250 toen de Gaag, Zijde en Monsterwatering werden gegraven om de waterafvoer richting de Maas te verbeteren. Dit scheidde de Klaas Engelbrechtspolder van de Kerkpolder.
De Klaas Engelbrechtspolder bevat nog een aantal restanten van bedijkingen waaronder een stuk zuidelijke bedijking van de Lee, uit de eerste helft van de twaalfde eeuw, die parallel aan de Woudseweg en in het verlengde van de Oostbuurtseweg loopt. Dwars door de Klaas Engelbrechtspolder loopt de Voddijk, wat een andere oude bedijking van de Lee was. Het deed ook dienst als kerkpad en verbond de kerk van Schipluiden met die van 't Woudt.
De polder werd bemalen door de Voormolen of Hodenpijlse molen aan de weg tussen Den Hoorn en Schipluiden en door de Cleijne of Achtermolen aan de Zijde. Beide molens werden midden vijftiende eeuw gebouwd doordat de afwatering door bodemdaling niet meer op natuurlijke wijze ging. De molens werden in 1879 vervangen door een stoomgemaal op de plek van de Hodenpijlse molen. Met het doortrekken van de A4 richting Delft moest het gemaal wijken. Een nieuwe kwam meer zuidelijk gelegen in 1985.

## Bewoningsgeschiedenis
De oudste sporen van bewoning dateren uit de tijd van de Cananefaten tussen 0 en 260 na Christus. Hierna was het gebied lange tijd ongeschikt voor bewoning. De eerste boerderijen in het gebied werden in de elfde en twaalfde eeuw gebouwd op huisterpen. Restanten van huisterpen zijn nog aanwezig achter boerderij Woudhoeve. Alleen Woudhoeve is al die tijd bewoond gebleven. Door bodemdaling verhuisden de meeste boeren naar een kreekrug in het oosten van de polder. Die plek zakte minder sterk en kwam daardoor hoger te liggen dan de rest van het landschap. De meeste boerderijen zijn nog te vinden op deze verlande Gantelarm.
In de polder heeft, op de plek waar het Voddijkpad en het pad vanaf de Zijde bij elkaar komen, kasteel Hodenpijl gestaan. Deze werd gesloopt tijdens de Hoekse en Kabeljauwse twisten in 1351. Het oudste gebouw van de polder is de Dorpskerk van Schipluiden uit eind dertiende eeuw.
Het merendeel van de polder bewoonde tot het ambacht Hodenpijl. Een kleiner deel hoorde bij het ambacht Schipluiden. Met het afschaffen van de ambachten werd Hodenpijl een zelfstandige gemeente totdat het in 1855 bij Schipluiden werd gevoegd.

## Galerij

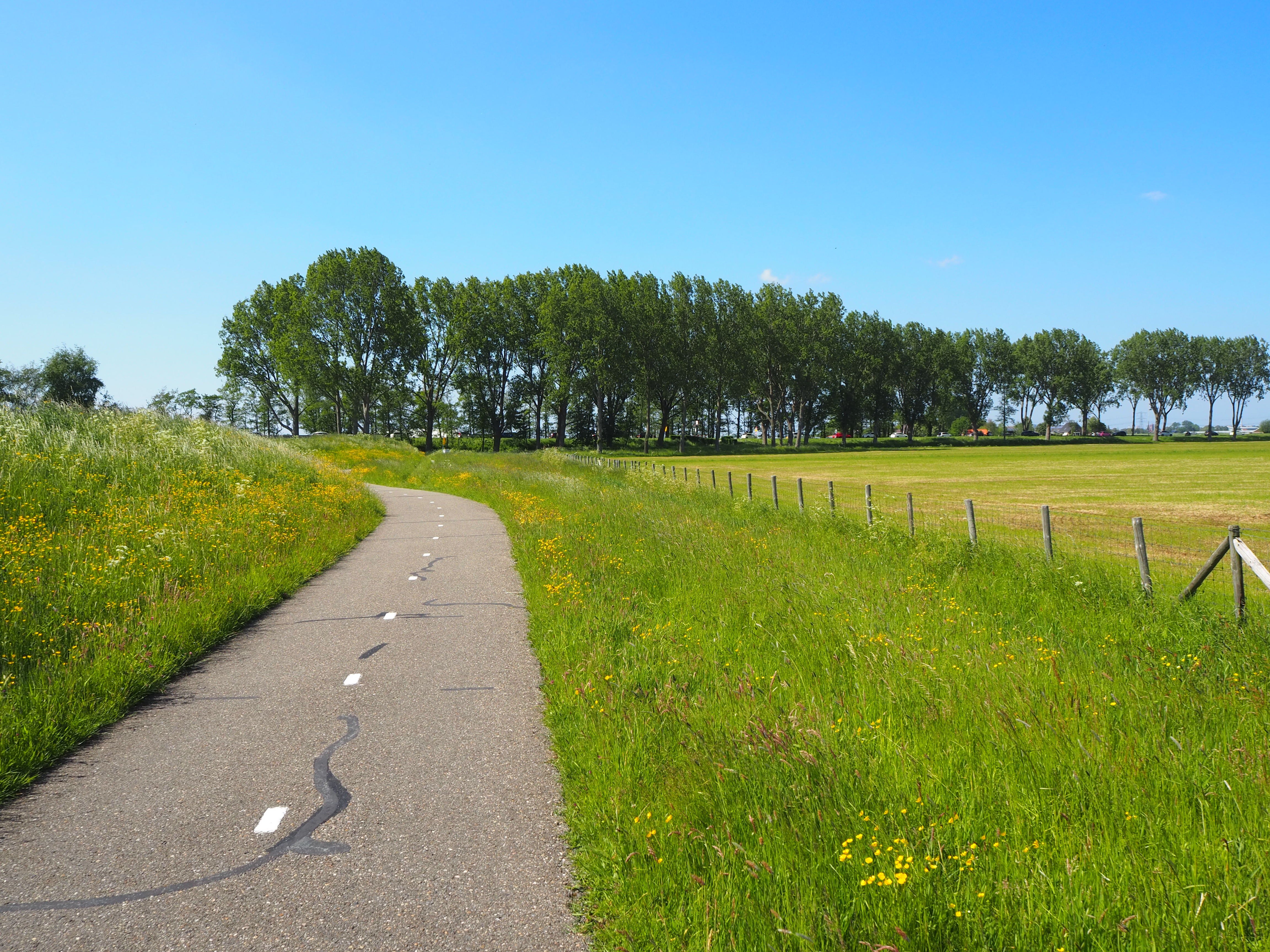
Klaas Engelbrechtspolder met links de bedijking van de Monsterwatering.
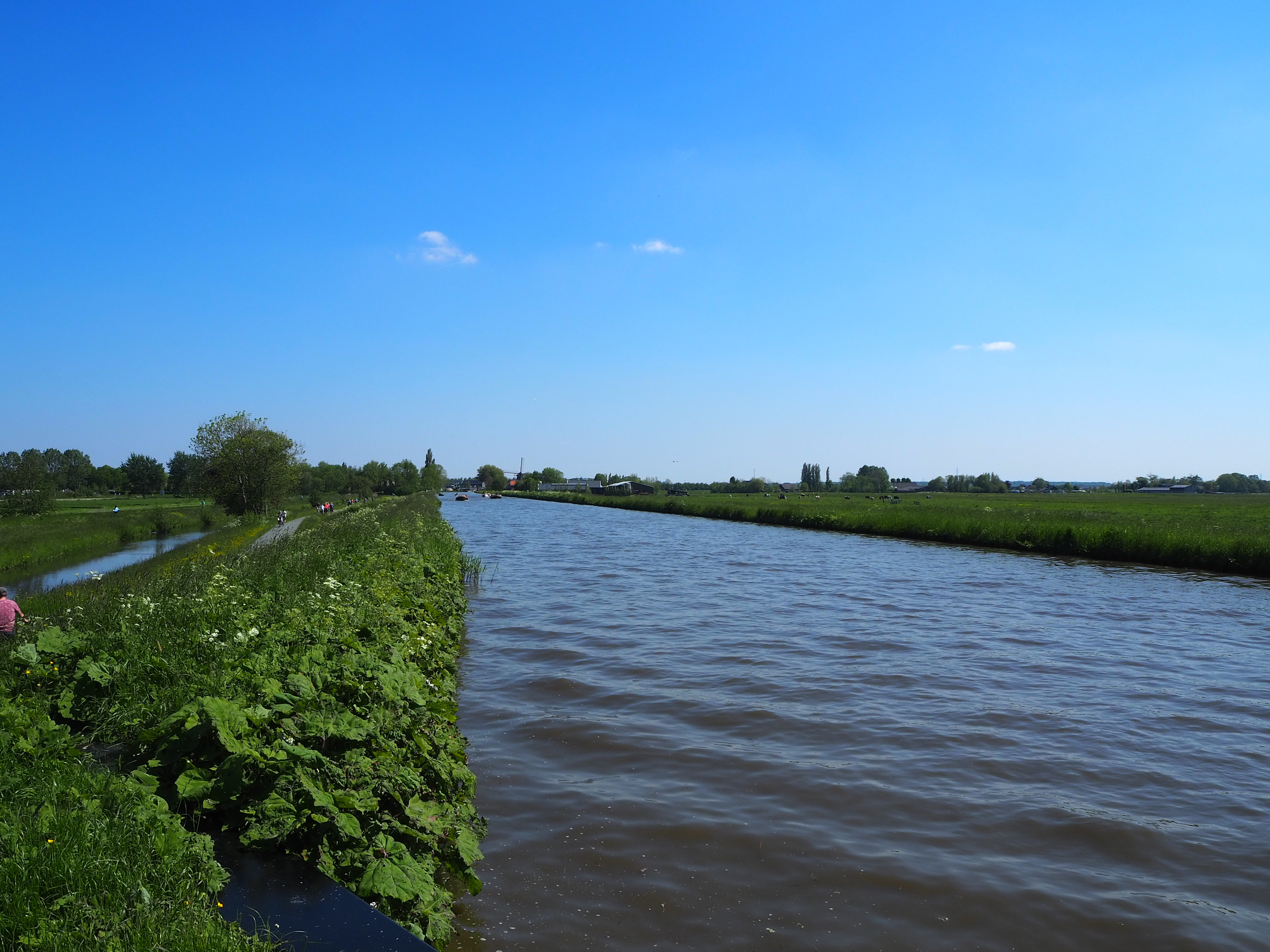
De Zijde richting Schipluiden, met links de Klaas Engelbrechtspolder.
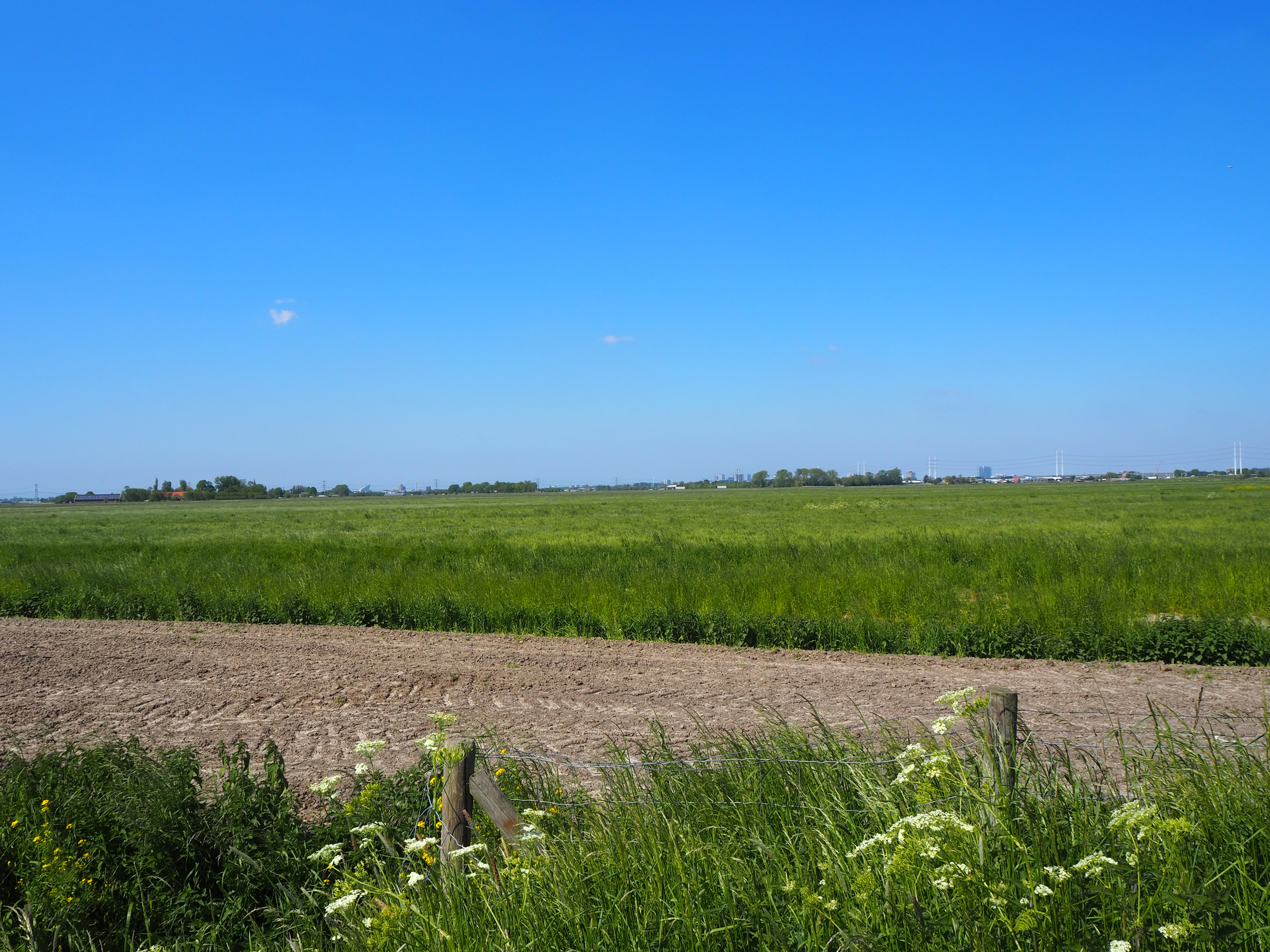
Klaas Engelbrechtspolder vanaf het Hodenpijlsepad.
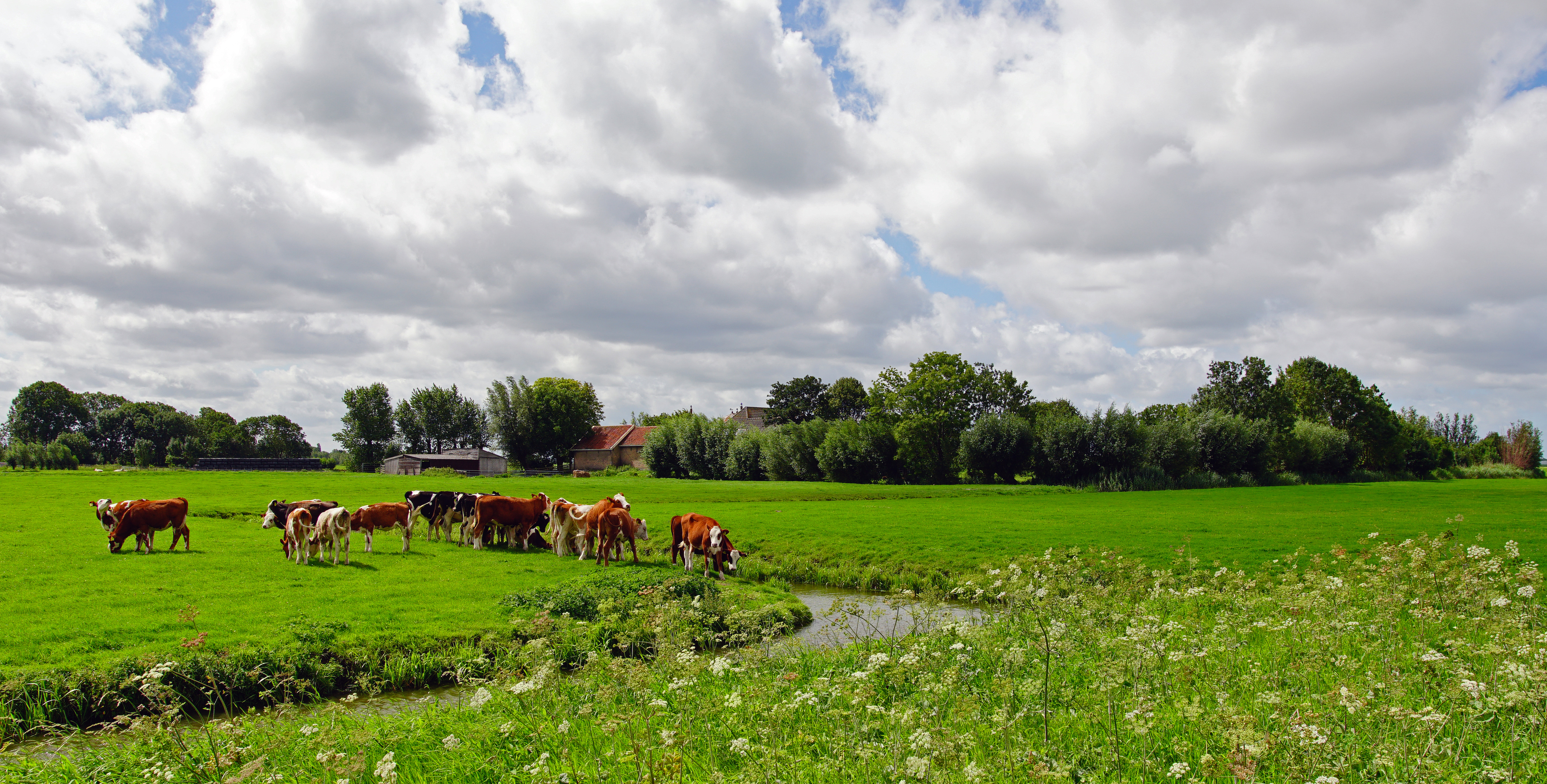
Klaas Engelbrechtspolder vanaf de Klaas Engelbrechtsweg.
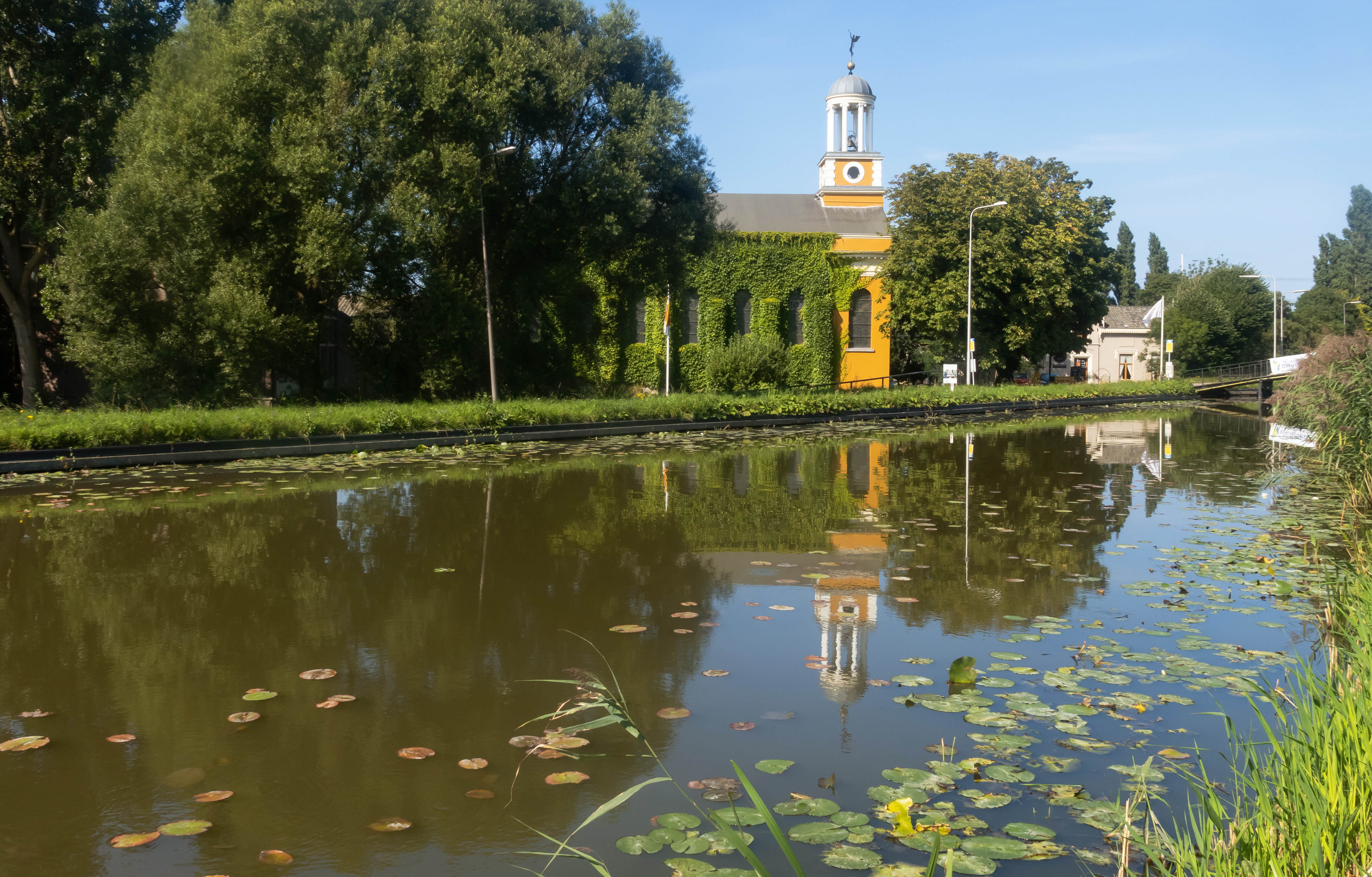
De voormalige Jacobus de Meerderekerk, in de buurtschap Hodenpijl, aan de Gaag. De Gaag is de oostelijke grens van de polder.